# كلير موريست
كلير موريست (بالإنجليزية: Claire Morissette)‏‏ (6 أبريل 1950 في مونتريال - 20 يوليو 2007 ) ناشِطة من كندا.